# 662
| 662                |
| ------------------ |
| Dødsfald - Fødsler |
|                    |

| Gregoriansk kalender | 662 DCLXII              |
| Ab urbe condita      | 1415                    |
| Armensk kalender     | 111 ԹՎ ՃԺԱ              |
| Kinesiske kalender   | 3358 – 3359 辛酉 – 壬戌 |
| Etiopisk kalender    | 654 – 655               |
| Jødisk kalender      | 4422 – 4423             |
| Hindukalendere       |                         |
| - Vikram Samvat      | 717 – 718               |
| - Shaka Samvat       | 584 – 585               |
| - Kali Yuga          | 3763 – 3764             |
| Iransk kalender      | 40 – 41                 |
| Islamisk kalender    | 41 – 42                 |

Se også 662 (tal)